# Zaječí
Zaječí (deutsch Saitz) ist eine Gemeinde im Okres Břeclav (Bezirk Lundenburg) im Jihomoravský kraj (Südmähren) in Tschechien. Der Ort ist als ein Linsenangerdorf angelegt.

## Geographie

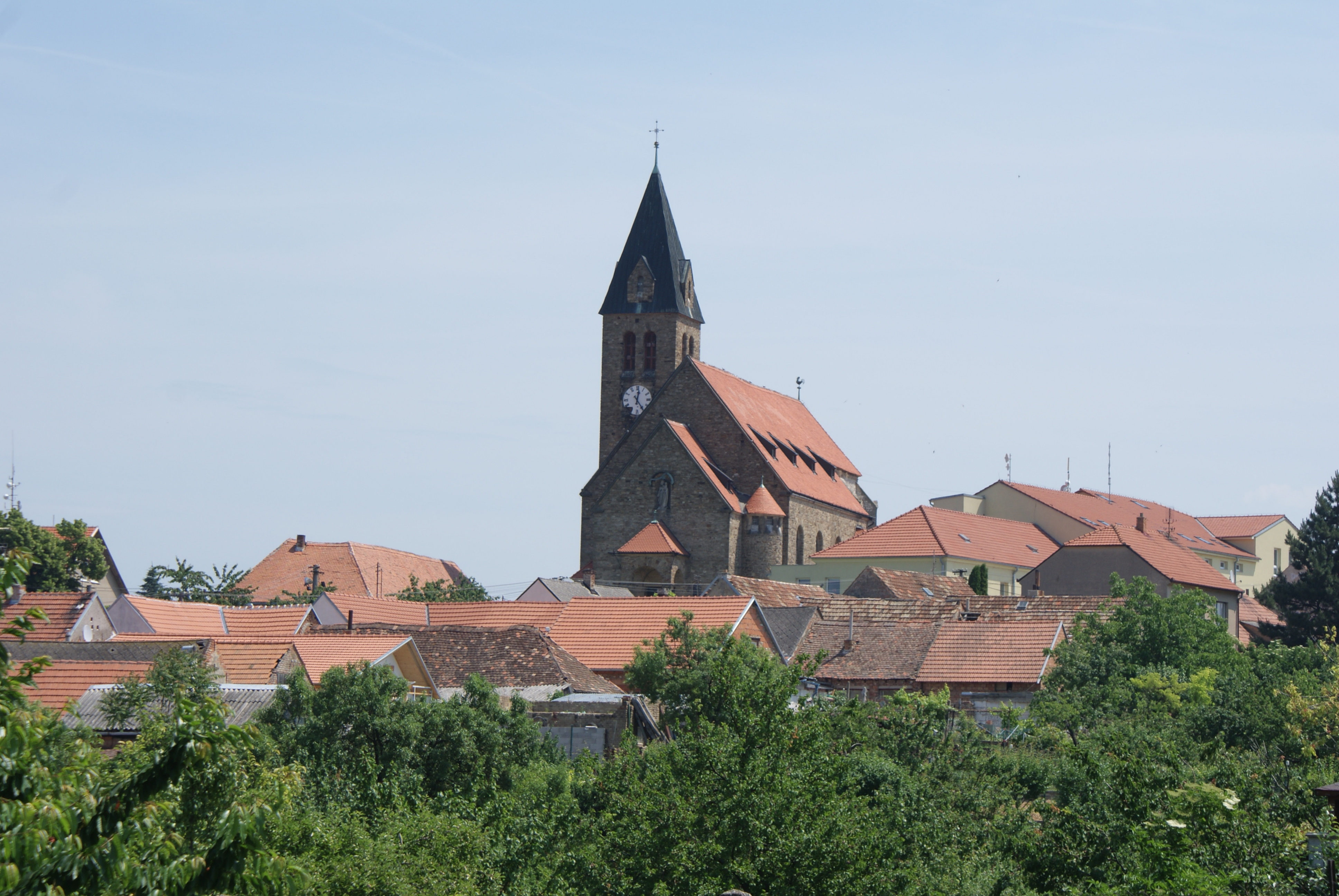
Zaječí

Die Nachbarortschaften sind im Westen Nové Mlýny (Neumühl), im Süden Přítluky (Prittlach), im Südosten Rakvice (Rakwitz), im Osten Velké Pavlovice (Groß Pawlowitz) und im Norden Starovičky (Klein Steurowitz).

## Geschichte
Im 11. bis 13. Jahrhundert kam es zu einer großen Siedlungsbewegung von West nach Ost. Mähren wurde von 1031 bis 1305 von der Dynastie der Přemysliden regiert. Um größere Gebiete landwirtschaftlich zu nutzen und damit höhere Erträge zu erzielen, bewarben sie die Kolonisten zum Beispiel mit zehn Jahre Steuerfreiheit (deutsches Siedlerrecht). Bis zum Jahre 1150 wurde das Gebiet um Mikulov (Nikolsburg) und Znojmo (Znaim) von deutschen Einwanderern aus Niederösterreich besiedelt. Die Anlage des Dorfes sowie die ui-Mundart bekunden, dass sie ursprünglich aus den bairischen Gebieten der Bistümer Regensburg und Passau stammten. Sie brachten neue landwirtschaftliche Geräte mit und führten die ertragreiche Dreifelderwirtschaft ein.
1252 erfolgte die erste urkundliche Nennung in der „Weinzehnt von Saitz“, der zur Erstausstattung des Klosters Saar gehört. Das Kloster übernahm sowohl die Seelsorge wie auch die Befestigung des Ortes. 1385 gehörte ein Teil von Saitz zu der Herrschaft des Hauses Liechtenstein. Ein weiterer Teil kam ab 1594 zur Herrschaft Göding. Zur Zeit der Reformation, um 1550, ließen sich Angehörige der reformatorischen Täuferbewegung (Hutterer) im Ort nieder. Die Hutterer bekannten sich unter anderem zur Glaubenstaufe und Gütergemeinschaft und mussten aufgrund der beginnenden Gegenreformation während des Dreißigjährigen Krieges im Jahre 1622 wieder emigrieren. Die meisten Täufer zogen nach Siebenbürgen weiter. Matriken werden seit 1653 geführt. Onlinesuche über das Landesarchiv Brünn. Grundbücher werden seit 1652 geführt.
1691 gehörten 25 Häuser mit 46 Einwohnern zur Eisgruber Herrschaft, 77 Häuser mit 82 Einwohnern zur Herrschaft Göding. Bis 1850 blieb Saitz in zwei Gemeinden geteilt. Im Jahre 1760 wird eine Schule im Ort errichtet, davor wurde der Unterricht im Gemeindegasthaus abgehalten. Die Schule wurde noch zweimal renoviert (1828 und 1895) und beherbergte schließlich vier Klassen. Im Jahre 1839 erhielt der Ort eine Bahnstation. Ab 1868 erfolgte die Straßenbeleuchtung mit Öllampen, die später durch Petroleumlampen ersetzt wurden. Eine Freiwillige Feuerwehr wurde im Jahre 1886 gegründet. Eine weitere Entwicklung des Ortes erfolgte im Jahre 1898 mit dem Anschluss an das Telegraphennetz. Die Wasserversorgung des Ortes erfolgte durch fünf öffentliche Brunnen. Die Ortsbewohner lebten zum Großteil von der Landwirtschaft. Hierbei gab es neben Acker- und Gemüseanbau auch den seit Jahrhunderten gepflegten Weinbau. Die Reblausplage aus dem Jahr 1910 zerstörte jedoch fast den gesamten Weinstockbestand. Zwar erholte sich der Weinbau, doch bis 1945 reduzierte sich die Weinbaufläche auf 55 ha. Im Ort selbst gab es neben dem Kleingewerbe, wie Handwerkern, auch eine Raiffeisenkassa und eine Milchgenossenschaft. 1912 bis 1922 erfolgte die Trockenlegung der Felder.

### Zwischenkriegszeit
Nach dem Ersten Weltkrieg wurde der zuvor zu Österreich-Ungarn gehörende Ort durch den Vertrag von Saint-Germain Teil der Ersten Tschechoslowakischen Republik. Für die Kinder der zugewanderten tschechischen Familien wurde im Jahre 1919 eine Minderheitenschule errichtet. 1930 wurden die von den Saitzer Kindern besuchten weiterführenden deutschen Schulen in Auspitz geschlossen. Mit dem Münchner Abkommen wurde Saitz mit 1. Oktober 1938 ein Teil des deutschen Reichsgaus Niederdonau.
Am 9. September 1928 ereignete sich im Bahnhof Zaječí ein schwerer Eisenbahnunfall, als ein Schnellzug entgleiste und einen im Nachbargleis stehenden Güterzug rammte. 21 Menschen starben, 29 wurden schwer verletzt.

### Nachkriegszeit
Nach dem Ende des Zweiten Weltkrieges (8. Mai 1945) wurden die im Münchener Abkommen an Deutschland übertragenen Territorien, also auch der Ort Saitz, im Rückgriff auf den Vertrag von Saint-Germain wieder der Tschechoslowakei zugeordnet. Nach Kriegsende wurde ein Großteil der deutschsprachigen Bevölkerung nach Österreich vertrieben. Andere wiederum flüchteten vor den Nachkriegsexzessen. Dabei kam es zu 12 Toten unter der deutschen Zivilbevölkerung. Am 7. Mai 1946 wurden 88 Saitzer nach Westdeutschland ausgesiedelt.
In Übereinstimmung mit den ursprünglichen Transfermodalitäten des Potsdamer Kommuniques verlangte die Rote Armee den Abschub aller Volksdeutschen aus Österreich nach Westdeutschland. Trotzdem konnten ungefähr 18 % der Saitzer in Österreich verbleiben, die restlichen wurden nach Deutschland weiter transferiert.

## Wappen und Siegel
Aufgrund der verschiedenen Herrschaftsverhältnisse besaß der Ort im Jahre 1749 zwei Ortssiegel. Das Siegel des Ortes unter der Verwaltung von Eisgrub zeigte einen nach rechts laufenden Hasen, während der andere Ortsteil im Siegel einen nach links laufenden Hasen zeigt. Ab dem Jahre 1848 verwendete Saitz nur noch einen bildlosen Stempel. Nach 1918 wurde das alte Gemeindesiegel samt einer neuen zweisprachigen Umschrift wieder eingeführt.

## Bevölkerungsentwicklung
| Volkszählung                                                                   | Häuser | Einwohner gesamt | Volkszugehörigkeit der Einwohner | Volkszugehörigkeit der Einwohner | Volkszugehörigkeit der Einwohner |
| Jahr                                                                           | Häuser | Einwohner gesamt | Deutsche                         | Tschechen                        | Andere                           |
| ------------------------------------------------------------------------------ | ------ | ---------------- | -------------------------------- | -------------------------------- | -------------------------------- |
| 1793                                                                           | 220    | 1.110            | –                                | –                                | -                                |
| 1836                                                                           | 282    | 1.330            | –                                | –                                | –                                |
| 1869                                                                           | 337    | 1.428            | –                                | –                                | –                                |
| 1880                                                                           | 339    | 1.523            | 1.475                            | 39                               | 9                                |
| 1890                                                                           | 341    | 1.543            | 1.487                            | 52                               | 14                               |
| 1900                                                                           | 344    | 1.500            | 1.463                            | 34                               | 1                                |
| 1910                                                                           | 332    | 1.630            | 1.625                            | 5                                | 0                                |
| 1921                                                                           | 336    | 1.481            | 1.319                            | 118                              | 36                               |
| 1930                                                                           | 371    | 1.506            | 1.282                            | 202                              | 22                               |
| 1939                                                                           | 391    | 1.357            | –                                | –                                | –                                |
| Quelle: 1793, 1836, 1850 aus: Südmähren von A–Z. Frodl, Blaschka.              |        |                  |                                  |                                  |                                  |
| Sonstige: Historický místopis Moravy a Slezska v letech 1848–1960. sv.9. 1984. |        |                  |                                  |                                  |                                  |

## Sehenswürdigkeiten
- Pfarrkirche Hl. Johannes der Täufer, 1508 spätgotisch, ursprünglich Wehrkirche, 1912 nach Brand Neubau, Turm auf 43 m erhöht
- Florianikapelle (1710)
- Dreifaltigkeitskapelle
- Statue des Hl. Johannes von Nepomuk.
- Kriegerdenkmal (1921)

## Söhne und Töchter der Gemeinde
- Josef Koch (1915–1986), Professor für Theologie

## Belege
1. ↑  http://www.uir.cz/obec/585050/Zajeci
2. ↑  Český statistický úřad – Die Einwohnerzahlen der tschechischen Gemeinden vom 1. Januar 2023 (PDF; 602 kB)
3. ↑  https://www.planet-wissen.de/kultur/mitteleuropa/geschichte_tschechiens/pwiedeutscheintschechien100.html
4. ↑  Joachim Rogall: Deutsche und Tschechen: Geschichte, Kultur, Politik Verlag C.H.Beck, 2003, ISBN 3 406 45954 4. Geleitwort von Václav Havel. Kapitel: Die Přemysliden und die deutsche Kolonisierung S33 f.
5. ↑  Leopold Kleindienst: Die Siedlungsformen, bäuerliche Bau- und Sachkultur Südmährens, 1989, S. 9
6. ↑  Hans Zuckriegl: Wörterbuch der südmährischen Mundarten. Ihre Verwendung in Sprache, Lied und Schrift. 25,000 Dialektwörter, 620 S. Eigenverlag. 1999.
7. ↑  Bernd G. Längin: Die Hutterer. 1986, S. 237.
8. ↑  Acta Publica. (Memento des Originals vom 24. Februar 2020 im Internet Archive)  Info: Der Archivlink wurde automatisch eingesetzt und noch nicht geprüft. Bitte prüfe Original- und Archivlink gemäß Anleitung und entferne dann diesen Hinweis. Registrierungspflichtige Online-Recherche in den historischen Matriken des Mährischen Landesarchivs Brünn (cz, dt). Abgerufen am 29. März 2011.
9. ↑  Peter W. B. Semmens: Katastrophen auf Schienen. Eine weltweite Dokumentation. Transpress, Stuttgart 1996, ISBN 3-344-71030-3, S. 83.
10. ↑  Walfried Blaschka, Gerald Frodl: Der Kreis Nikolsburg von A-Z. Südmährischer Landschaftsrat, Geislingen an der Steige, 2006, S. 216.
11. ↑  Cornelia Znoy: Die Vertreibung der Sudetendeutschen nach Österreich 1945/46. Diplomarbeit zur Erlangung des Magistergrades der Philosophie, Geisteswissenschaftliche Fakultät der Universität Wien, 1995.
12. ↑  Alfred Schickel, Gerald Frodl: Geschichte Südmährens. Band III. Maurer, Geislingen/Steige 2001, ISBN 3-927498-27-0.
13. ↑  Emilia Hrabovec: Vertreibung und Abschub. Deutsche in Mähren 1945–1947. Frankfurt am Main/ Bern/ New York/ Wien (=Wiener Osteuropastudien. Schriftenreihe des österreichischen Ost- und Südosteuropa Instituts), 1995 und 1996.
14. ↑  Bruno Kaukal: Die Wappen und Siegel der südmährischen Gemeinden, 1992, Saitz S. 207